# نادي بينراث
نادي بينراث لكرة القدم (بالألمانية: Verein für Leibesübungen Benrath 1906 e. V.) نادي كرة قدم ألماني. تم تأسيس النادي في سنة 1906 . يخوض مبارياته الرسمية على ملعب مونتشنر شتراوس الذي يتسع لجلوس 15 ألف متفرج.